# Liste der Kulturdenkmale im Stadtbezirk Südstadt-Rautheim-Mascherode
Die Liste der Kulturdenkmale im Stadtbezirk Südstadt-Rautheim-Mascherode umfasst einen Teil der Kulturdenkmale im Braunschweiger Stadtbezirk Südstadt-Rautheim-Mascherode, basierend auf dem Braunschweiger Leit- und Informationssystem BLIK und Veröffentlichungen der Denkmalschutzbehörde Braunschweig.

## Kulturdenkmale
| Bild                      | Bezeichnung                  | Lage                                              | Beschreibung | Bauzeit   | Eingetragen seit | Denkmal- nummer |
| ------------------------- | ---------------------------- | ------------------------------------------------- | --- | --------- | ---------------- | --------------- |
| Ägidienkirche             | Ägidienkirche                | Rautheim Zum Ackerberg 16 Karte                   | Romanische Kirche, errichtet 1150. | 1150      |                  |                 |
| Alter Zugbrunnen          | Alter Zugbrunnen             | Mascherode Im Dorfe Karte                         | |           |                  |                 |
| Dorfkirche Mascherode     | Dorfkirche Mascherode        | Mascherode Schulgasse Karte                       | Erbaut um 1300. | ca. 1300  |                  |                 |
| Dreiseithof „Im Dorfe 9“  | Dreiseithof „Im Dorfe 9“     | Mascherode Im Dorfe 9 Karte                       | |           |                  |                 |
| Dreiseithof „Im Dorfe 12“ | Dreiseithof „Im Dorfe 12“    | Mascherode Im Dorfe 12 Karte                      | |           |                  |                 |
| weitere Bilder            | Ehemaliges Gemeinschaftshaus | Südstadt Welfenplatz 17 Karte                     | Das ehemalige Gemeinschaftshaus der Südstadt. Bruchkalksteinbau mit rechteckigem Grundriss. Auch bekannt als „Roxy“. Mit flachem Nordflügel, erbaut um 1935. Eingeschossiger Putzbau mit einer Länge von etwa 50 Metern und mit Satteldach und Schleppgauben. Zum Welfenplatz hin besitzt es einen offenen Gang. | 1937–1939 |                  |                 |
| BW                        | Ehemalige Wassermühle        | Rautheim Mühlentrift 18 Karte                     | 1562 erstmals erwähnt und 1961 stillgelegt. In den 1970er Jahren abgerissen. |           |                  |                 |
| Ehemalige Zuckerfabrik    | Ehemalige Zuckerfabrik       | Schöppenstedter Turm Helmstedter Straße 58J Karte | 1864 gegründete Zuckerfabrik. |           |                  |                 |
| weitere Bilder            | Friedenseiche                | Mascherode Im Dorfe Karte                         | Friedenseiche mit Gedenkstein. |           |                  |                 |
|                           | Landwehr                     |                                                   | Teil der Befestigungsanlagen der mittelalterlichen Stadt Braunschweig. |           |                  |                 |
| weitere Bilder            | Welfenplatz                  | Südstadt Welfenplatz Karte                        | Quadratischer Platz mit Fachwerkhäusern, angelegt als Zentrum der von 1936 bis 1941 errichteten Siedlung. |           |                  |                 |
| Welfenplatz 1–16          | Welfenplatz 1–16             | Südstadt Welfenplatz 1–16 Karte                   | Geschlossene zweigeschossige Reihenhausbebauung, die um 1935 errichtet wurde. Das Erdgeschoss wurde in Massivbauweise errichtet, das Obergeschoss als Fachwerkbau mit Satteldach. |           |                  |                 |